# フィッツジェラルド (小惑星)
フィッツジェラルド (3665 Fitzgerald) は、小惑星帯の小惑星。アントニーン・ムルコスがクレチ天文台で発見した。
アメリカ合衆国のジャズ・シンガー、エラ・フィッツジェラルドに因んで名付けられた。